# Systematik der Wale
Diese Liste stellt die Systematik der Wale (Cetacea) dar. Es gibt etwa 90 lebende Arten, die sich in die Unterordnungen Zahnwale (Odontoceti wie Delfine und Schweinswale) und Bartenwale (Mysticeti) aufteilen. Weiterhin gibt es zahlreiche ausgestorbene Walarten; diese Liste enthält aber nur die rezenten, zurzeit bekannten Arten (wobei der Baiji vermutlich 2006 ausgestorben ist).

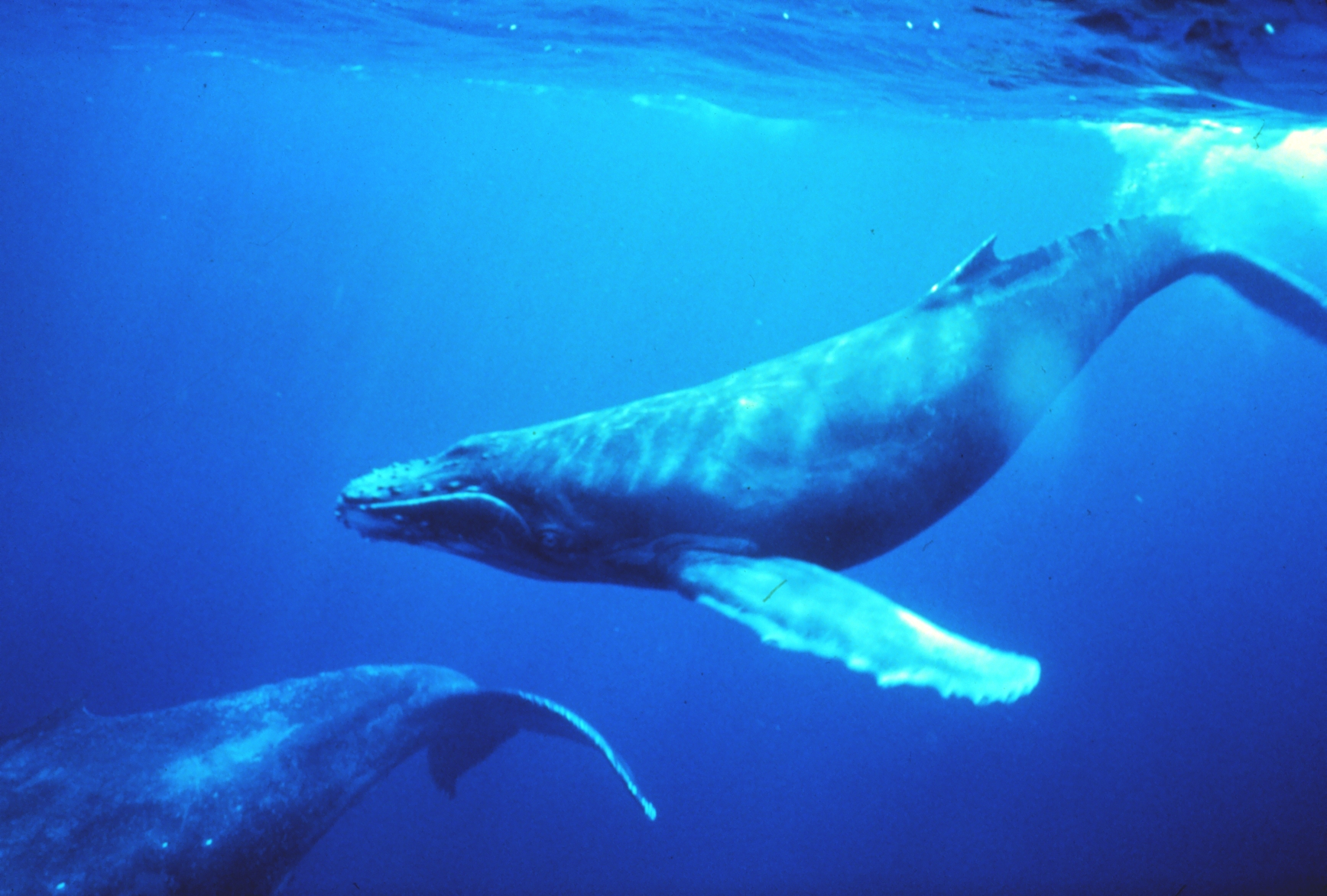
Buckelwal (Megaptera novaeangliae)

## Unterordnung Bartenwale (Mysticeti)
Die Bartenwale (Mysticeti) bilden eine der beiden Unterordnungen der Wale (Cetacea). Sie sind in allen Meeren verbreitet. Benannt sind sie nach den Barten, Hornplatten im Oberkiefer anstatt von Zähnen, die zum Filtern von Krill dienen.

### Familie Glattwale (Balaenidae)
Glattwale (Balaenidae) haben keine Kehlfurchen, einen riesigen Kopf und sind bis zu 16 m lang. Die Barten sind lang und elastisch (bis zu neunmal so lang wie breit), und ihre Schwimmgeschwindigkeit ist vergleichsweise gering. Die Familie besteht aus zwei Gattungen mit zusammen vier Arten.
| Gattung Balaena Linnaeus, 1758 – 1 Art |                                         |                                      |            |             |              |      |
| Trivialname                            | Wissenschaftlicher Name                 | Gefährdungsstufe Rote Liste der IUCN | Population | Verbreitung | Größe        | Bild |
| Grönlandwal                            | Balaena mysticetus Linnaeus, 1758       | (Least Concern – nicht gefährdet)    | 8000–9200  |             | 60 Tonnen    |      |
| Gattung Eubalaena Gray, 1864 – 3 Arten |                                         |                                      |            |             |              |      |
| Trivialname                            | Wissenschaftlicher Name                 | Gefährdungsstufe Rote Liste der IUCN | Population | Verbreitung | Größe        | Bild |
| Atlantischer Nordkaper                 | Eubalaena glacialis (Müller, 1776)      | (Endangered – stark gefährdet)       | 300        |             | 40–80 Tonnen |      |
| Pazifischer Nordkaper                  | Eubalaena japonica (Lacépède, 1818)     | (Endangered – stark gefährdet)       | 200        |             | 60–80 Tonnen |      |
| Südkaper                               | Eubalaena australis (Des Moulins, 1822) | (Least Concern – nicht gefährdet)    | 7000       |             | 40–80 Tonnen |      |

### Familie Furchenwale (Balaenopteridae)
Furchenwale (Balaenopteridae) sind nach ihrer gefurchten Kehle und Brust benannt; diese Furchen dienen vermutlich einer größeren Elastizität der Haut und damit der größeren Öffnung des Mauls während der Nahrungsaufnahme. Die Furchenwale haben im Verhältnis zum Körper einen kleineren Kopf als die Glattwale, kürzere Barten und immer eine Rückenflosse (die bei manchen Vertretern der anderen Familien fehlt). Zu dieser Familie gehören die größten Wale; so ist der Blauwal das größte Tier, das jemals gelebt hat.
| Unterfamilie Balaenopterinae Gray, 1864 – 1 Gattung, 7 Arten |                                                |                                               |                |             |                |      |
| Gattung Balaenoptera Linnaeus, 1758 – 7 Arten                |                                                |                                               |                |             |                |      |
| Trivialname                                                  | Wissenschaftlicher Name                        | Gefährdungsstufe Rote Liste der IUCN          | Population     | Verbreitung | Größe          | Bild |
| Blauwal                                                      | Balaenoptera musculus (Linnaeus, 1758)         | (Endangered – stark gefährdet)                | 5000–12.000    |             | 100–120 Tonnen |      |
| Brydewal                                                     | Balaenoptera edeni Anderson, 1879              | (Data Deficient – ungenügende Datengrundlage) | 90.000–100.000 |             | 16–18,5 Tonnen |      |
| Nördlicher Zwergwal                                          | Balaenoptera acutorostrata Lacépède, 1804      | (Least Concern – nicht gefährdet)             | Unbekannt      |             | 9 Tonnen       |      |
| Finnwal                                                      | Balaenoptera physalus (Linnaeus, 1758)         | (Endangered – stark gefährdet)                | 64.000         |             | 45–75 Tonnen   |      |
| Seiwal                                                       | Balaenoptera borealis Lesson, 1828             | (Endangered – stark gefährdet)                | 57.000         |             | 20–25 Tonnen   |      |
| Südlicher Zwergwal                                           | Balaenoptera bonaerensis Burmeister, 1867      | (Data Deficient – ungenügende Datengrundlage) | Unbekannt      |             | 9 Tonnen       |      |
| Omurawal                                                     | Balaenoptera omurai Wada, Oishi & Yamada, 2003 | (Data Deficient – ungenügende Datengrundlage) | Unbekannt      |             |                |      |
| Unterfamilie Megapterinae Gray, 1864 – 1 Gattung, 1 Art      |                                                |                                               |                |             |                |      |
| Gattung Megaptera Gray, 1846 – 1 Art                         |                                                |                                               |                |             |                |      |
| Trivialname                                                  | Wissenschaftlicher Name                        | Gefährdungsstufe Rote Liste der IUCN          | Population     | Verbreitung | Größe          | Bild |
| Buckelwal                                                    | Megaptera novaeangliae (Borowski, 1781)        | (Least Concern – nicht gefährdet)             | 80.000         |             | 25–30 Tonnen   |      |

### Familie Grauwale (Eschrichtiidae)
Grauwale (Eschrichtiidae) vermitteln zwischen Glatt- und Furchenwalen; sie bestehen nur aus einer Art. Der Grauwal ist der einzige am Meeresboden (benthal) fressende Bartenwal; er filtert kleine Organismen aus dem Schlamm flacher Meere. Auch die Trächtigkeitsdauer von über einem Jahr ist für Bartenwale ungewöhnlich.
| Gattung Eschrichtius Gray, 1864 – 1 Art |                                          |                                      |            |             |              |      |
| Trivialname                             | Wissenschaftlicher Name                  | Gefährdungsstufe Rote Liste der IUCN | Population | Verbreitung | Größe        | Bild |
| Grauwal                                 | Eschrichtius robustus (Lilljeborg, 1861) | (Least Concern – nicht gefährdet)    | 26.000     |             | 14–35 Tonnen |      |

### Familie Cetotheriidae
Die Cetotheriidae sind vor allem fossil bekannt und bestehen nur aus einer rezenten Art. Von den Glattwalen unterscheiden sie sich durch ihre Rückenflosse, ihre Kieferstruktur sowie ihren verhältnismäßig kleineren Kopf.
| Gattung Caperea Gray, 1864 – 1 Art |                                |                                               |            |             |              |      |
| Trivialname                        | Wissenschaftlicher Name        | Gefährdungsstufe Rote Liste der IUCN          | Population | Verbreitung | Größe        | Bild |
| Zwergglattwal                      | Caperea marginata (Gray, 1846) | (Data Deficient – ungenügende Datengrundlage) | Unbekannt  |             | 3–3,5 Tonnen |      |

## Unterordnung Zahnwale (Odontoceti)
Die Zahnwale (Odontoceti) bilden die zweite der beiden Unterordnungen der Wale (Cetacea). Anders als die Bartenwale haben sie keine Barten, sondern Zähne, mit denen sie sich als räuberisch lebende Tiere von Fischen, Kalmaren und teilweise auch Meeressäugern ernähren. Bis auf den Pottwal sind die Zahnwale deutlich kleiner als die Bartenwale.

### Familie Delfine (Delphinidae)
Delfine sind die vielfältigste und mit 37 Arten in 18 Gattungen größte Familie der Wale. Sie sind in allen Meeren verbreitet und kommen teilweise auch in Küstengebieten und Flüssen vor. Delfine, die hauptsächlich im Süßwasser leben, werden in der Überfamilie Flussdelfine (Platanistoidea) zusammengefasst und zählen nicht zu der Familie der Delfine (Delphinidae).
Einige der größeren Arten, beispielsweise der Schwertwal, werden als Wale bezeichnet, obwohl sie zur Familie der Delfine gehören.
Von den Schweinswalen unterscheiden sich die Delfine durch ihre charakteristische Rückenflosse.
| Gattung Aethalodelphis Galatius et al., 2025 – 2 Arten              | |                                               |                 |                                                           |                        |      |
| Trivialname                                                         | Wissenschaftlicher Name                                                                                            | Gefährdungsstufe Rote Liste der IUCN          | Population      | Verbreitung                                               | Größe                  | Bild |
| Weißstreifendelfin                                                  | Aethalodelphis obliquidens (Gill, 1865)                                                                            | (Least Concern – nicht gefährdet)             | 1.000.000       |                                                           | 85–150 Kilogramm       |      |
| Schwarzdelfin                                                       | Aethalodelphis obscurus (Gray, 1828)                                                                               | (Data Deficient – ungenügende Datengrundlage) | Unbekannt       |                                                           | 100 Kilogramm          |      |
| Gattung Schwarz-Weiß-Delfine (Cephalorhynchus Gray, 1846) – 6 Arten | |                                               |                 |                                                           |                        |      |
| Trivialname                                                         | Wissenschaftlicher Name                                                                                            | Gefährdungsstufe Rote Liste der IUCN          | Population      | Verbreitung                                               | Größe                  | Bild |
| Peale-Delfin                                                        | Cephalorhynchus australis (Peale, 1848)                                                                            | (Data Deficient – ungenügende Datengrundlage) | Unbekannt       |                                                           | 115 Kilogramm          |      |
| Commerson-Delfin                                                    | Cephalorhynchus commersonii (Lacépède, 1804)                                                                       | (Data Deficient – ungenügende Datengrundlage) | 3.400           |                                                           | 35–60 Kilogramm        |      |
| Stundenglasdelfin                                                   | Cephalorhynchus cruciger (Quoy & Gaimard, 1824)                                                                    | (Least Concern – nicht gefährdet)             | 140.000         |                                                           | 90–120 Kilogramm       |      |
| Weißbauchdelfin                                                     | Cephalorhynchus eutropia Gray, 1846                                                                                | (Near Threatened – potenziell gefährdet)      | Unbekannt       |                                                           | 60 Kilogramm           |      |
| Heaviside-Delfin                                                    | Cephalorhynchus heavisidii (Gray, 1828)                                                                            | (Data Deficient – ungenügende Datengrundlage) | Unbekannt       |                                                           | 40–75 Kilogramm        |      |
| Hector-Delfin                                                       | Cephalorhynchus hectori (P.-J. van Beneden, 1881)                                                                  | (Endangered – stark gefährdet)                | 2000–2500       |                                                           | 35–60 Kilogramm        |      |
| Leucopleurus Gray, 1866 – 1 Art                                     | |                                               |                 |                                                           |                        |      |
| Weißseitendelfin                                                    | Leucopleurus acutus (Gray, 1828)                                                                                   | (Least Concern – nicht gefährdet)             | 200.000–300.000 |                                                           | 235 Kilogramm          |      |
| Gattung Steno Gray, 1846 – 1 Art                                    | |                                               |                 |                                                           |                        |      |
| Trivialname                                                         | Wissenschaftlicher Name                                                                                            | Gefährdungsstufe Rote Liste der IUCN          | Population      | Verbreitung                                               | Größe                  | Bild |
| Rauzahndelfin                                                       | Steno bredanensis (G. Cuvier in Lesson, 1828)                                                                      | (Least Concern – nicht gefährdet)             | 150.000         |                                                           | 100–135 Kilogramm      |      |
| Gattung Sousa Gray, 1866 – 4 Arten                                  | |                                               |                 |                                                           |                        |      |
| Trivialname                                                         | Wissenschaftlicher Name                                                                                            | Gefährdungsstufe Rote Liste der IUCN          | Population      | Verbreitung                                               | Größe                  | Bild |
| Kamerunflussdelfin                                                  | Sousa teuszi (Kükenthal, 1892)                                                                                     | (Vulnerable – gefährdet)                      | Unbekannt       |                                                           | 100–150 Kilogramm      |      |
| Bleifarbener Delfin                                                 | Sousa plumbea (G. Cuvier, 1829)                                                                                    | (Data Deficient – ungenügende Datengrundlage) | Unbekannt       |                                                           | 250–280 Kilogramm      |      |
| Chinesischer Weißer Delfin                                          | Sousa chinensis (Osbeck, 1765)                                                                                     | (Near Threatened – potenziell gefährdet)      | Unbekannt       |                                                           | 250–280 Kilogramm      |      |
| Sousa sahulensis                                                    | Sousa sahulensis Jefferson & Rosenbaum, 2014, Syn.: Sousa queenslandensis; erst 2014 als eigenständige Art erkannt | (Data Deficient – ungenügende Datengrundlage) | Unbekannt       | noch nicht genau bekannt                                  | Bild wird nachgereicht |      |
| Gattung Sotalia Gray, 1866 – 2 Arten                                | |                                               |                 |                                                           |                        |      |
| Trivialname                                                         | Wissenschaftlicher Name                                                                                            | Gefährdungsstufe Rote Liste der IUCN          | Population      | Verbreitung                                               | Größe                  | Bild |
| Amazonas-Sotalia                                                    | Sotalia fluviatilis (Gervais & Deville, 1853)                                                                      | (Data Deficient – ungenügende Datengrundlage) | Unbekannt       | Amazonasbecken: Amazonas-Sotalia, Atlantik: Guyana-Delfin | 35–45 Kilogramm        |      |
| Guyana-Delfin                                                       | Sotalia guianensis (Van Beneden, 1864)                                                                             | (Data Deficient – ungenügende Datengrundlage) | Unbekannt       | Amazonasbecken: Amazonas-Sotalia, Atlantik: Guyana-Delfin | 35–45 Kilogramm        |      |
| Gattung Tursiops Gervais, 1855 – 3 Arten                            | |                                               |                 |                                                           |                        |      |
| Trivialname                                                         | Wissenschaftlicher Name                                                                                            | Gefährdungsstufe Rote Liste der IUCN          | Population      | Verbreitung                                               | Größe                  | Bild |
| Großer Tümmler                                                      | Tursiops truncatus (Montagu, 1821)                                                                                 | (Least Concern – nicht gefährdet)             | Unbekannt       |                                                           | 150–650 Kilogramm      |      |
| Indopazifischer Großer Tümmler                                      | Tursiops aduncus (Ehrenberg, 1833)                                                                                 | (Data Deficient – ungenügende Datengrundlage) | Unbekannt       |                                                           | 150–650 Kilogramm      |      |
| Burrunan-Delfin                                                     | Tursiops australis Charlton-Robb et al., 2011                                                                      | (Not Evaluated – nicht beurteilt)             | Unbekannt       |                                                           |                        |      |
| Gattung Fleckendelfine (Stenella Gray, 1866) – 5 Arten              | |                                               |                 |                                                           |                        |      |
| Trivialname                                                         | Wissenschaftlicher Name                                                                                            | Gefährdungsstufe Rote Liste der IUCN          | Population      | Verbreitung                                               | Größe                  | Bild |
| Zügeldelfin                                                         | Stenella frontalis (G. Cuvier, 1829)                                                                               | (Data Deficient – ungenügende Datengrundlage) | 100.000         |                                                           | 100 Kilogramm          |      |
| Clymene-Delfin                                                      | Stenella clymene (Gray, 1846)                                                                                      | (Data Deficient – ungenügende Datengrundlage) | Unbekannt       |                                                           | 75–80 Kilogramm        |      |
| Schlankdelfin                                                       | Stenella attenuata (Gray, 1846)                                                                                    | (Least Concern – nicht gefährdet)             | 3.000.000       |                                                           | 100 Kilogramm          |      |
| Ostpazifischer Delfin                                               | Stenella longirostris (Gray, 1828)                                                                                 | (Data Deficient – ungenügende Datengrundlage) | Unbekannt       |                                                           | 90 Kilogramm           |      |
| Blau-Weißer Delfin                                                  | Stenella coeruleoalba (Meyen, 1833)                                                                                | (Least Concern – nicht gefährdet)             | 2.000.000       |                                                           | 100 Kilogramm          |      |
| Gattung Delphinus Linnaeus, 1758 – 1 Art                            | |                                               |                 |                                                           |                        |      |
| Trivialname                                                         | Wissenschaftlicher Name                                                                                            | Gefährdungsstufe Rote Liste der IUCN          | Population      | Verbreitung                                               | Größe                  | Bild |
| Gemeiner Delfin                                                     | Delphinus delphis Linnaeus, 1758                                                                                   | (Least Concern – nicht gefährdet)             |                 |                                                           | 70–110 Kilogramm       |      |
| Gattung Lagenodelphis Fraser, 1956 – 1 Art                          | |                                               |                 |                                                           |                        |      |
| Trivialname                                                         | Wissenschaftlicher Name                                                                                            | Gefährdungsstufe Rote Liste der IUCN          | Population      | Verbreitung                                               | Größe                  | Bild |
| Borneodelfin                                                        | Lagenodelphis hosei Fraser, 1956                                                                                   | (Least Concern – nicht gefährdet)             | Unbekannt       |                                                           | 209 Kilogramm          |      |
| Gattung Lagenorhynchus Gray, 1846 – 1 Art                           | |                                               |                 |                                                           |                        |      |
| Trivialname                                                         | Wissenschaftlicher Name                                                                                            | Gefährdungsstufe Rote Liste der IUCN          | Population      | Verbreitung                                               | Größe                  | Bild |
| Weißschnauzendelfin                                                 | Lagenorhynchus albirostris (Gray, 1846)                                                                            | (Least Concern – nicht gefährdet)             | 100.000         |                                                           | 180 Kilogramm          |      |
| Gattung Glattdelfine (Lissodelphis Gloger, 1841) – 2 Arten          | |                                               |                 |                                                           |                        |      |
| Trivialname                                                         | Wissenschaftlicher Name                                                                                            | Gefährdungsstufe Rote Liste der IUCN          | Population      | Verbreitung                                               | Größe                  | Bild |
| Nördlicher Glattdelfin                                              | Lissodelphis borealis (Peale, 1848)                                                                                | (Least Concern – nicht gefährdet)             | 400.000         |                                                           | 115 Kilogramm          |      |
| Südlicher Glattdelfin                                               | Lissodelphis peronii (Lacépède, 1804)                                                                              | (Data Deficient – ungenügende Datengrundlage) | Unbekannt       |                                                           | 60–100 Kilogramm       |      |
| Gattung Grampus Gray, 1828 – 1 Art                                  | |                                               |                 |                                                           |                        |      |
| Trivialname                                                         | Wissenschaftlicher Name                                                                                            | Gefährdungsstufe Rote Liste der IUCN          | Population      | Verbreitung                                               | Größe                  | Bild |
| Rundkopfdelfin                                                      | Grampus griseus (G. Cuvier, 1812)                                                                                  | (Least Concern – nicht gefährdet)             | Unbekannt       |                                                           | 300 Kilogramm          |      |
| Gattung Peponocephala Nishiwaki & Norris, 1966 – 1 Art              | |                                               |                 |                                                           |                        |      |
| Trivialname                                                         | Wissenschaftlicher Name                                                                                            | Gefährdungsstufe Rote Liste der IUCN          | Population      | Verbreitung                                               | Größe                  | Bild |
| Breitschnabeldelfin                                                 | Peponocephala electra (Gray, 1846)                                                                                 | (Least Concern – nicht gefährdet)             | Unbekannt       |                                                           | 225 Kilogramm          |      |
| Gattung Feresa Gray, 1870 – 1 Art                                   | |                                               |                 |                                                           |                        |      |
| Trivialname                                                         | Wissenschaftlicher Name                                                                                            | Gefährdungsstufe Rote Liste der IUCN          | Population      | Verbreitung                                               | Größe                  | Bild |
| Zwerggrindwal                                                       | Feresa attenuata Gray, 1875                                                                                        | (Data Deficient – ungenügende Datengrundlage) | Unbekannt       |                                                           | 160–350 Kilogramm      |      |
| Gattung Pseudorca Reinhardt, 1862 – 1 Art                           | |                                               |                 |                                                           |                        |      |
| Trivialname                                                         | Wissenschaftlicher Name                                                                                            | Gefährdungsstufe Rote Liste der IUCN          | Population      | Verbreitung                                               | Größe                  | Bild |
| Kleiner Schwertwal                                                  | Pseudorca crassidens (Owen, 1846)                                                                                  | (Data Deficient – ungenügende Datengrundlage) | Unbekannt       |                                                           | 1,5–2 Tonnen           |      |
| Gattung Orcinus Fitzinger, 1860 – 1 Art                             | |                                               |                 |                                                           |                        |      |
| Trivialname                                                         | Wissenschaftlicher Name                                                                                            | Gefährdungsstufe Rote Liste der IUCN          | Population      | Verbreitung                                               | Größe                  | Bild |
| Großer Schwertwal                                                   | Orcinus orca (Linnaeus, 1758)                                                                                      | (Data Deficient – ungenügende Datengrundlage) | 50.000          |                                                           | 4,5 Tonnen             |      |
| Gattung Grindwale (Globicephala Lesson, 1828) – 2 Arten             | |                                               |                 |                                                           |                        |      |
| Trivialname                                                         | Wissenschaftlicher Name                                                                                            | Gefährdungsstufe Rote Liste der IUCN          | Population      | Verbreitung                                               | Größe                  | Bild |
| Gewöhnlicher Grindwal                                               | Globicephala melas (Traill, 1809)                                                                                  | (Data Deficient – ungenügende Datengrundlage) | Unbekannt       |                                                           | 3–3,5 Tonnen           |      |
| Kurzflossen-Grindwal                                                | Globicephala macrorhynchus Gray, 1846                                                                              | (Data Deficient – ungenügende Datengrundlage) | Unbekannt       |                                                           | 1–3 Tonnen             |      |
| Gattung Orcaella Gray, 1866 – 2 Arten                               | |                                               |                 |                                                           |                        |      |
| Trivialname                                                         | Wissenschaftlicher Name                                                                                            | Gefährdungsstufe Rote Liste der IUCN          | Population      | Verbreitung                                               | Größe                  | Bild |
| Australischer Stupsfinnendelfin                                     | Orcaella heinsohni Beasley, Robertson & Arnold, 2005                                                               | (Near Threatened – potenziell gefährdet)      | Unbekannt       |                                                           | 130–145 Kilogramm      |      |
| Irawadidelfin                                                       | Orcaella brevirostris (Owen in Gray, 1866)                                                                         | (Vulnerable – gefährdet)                      | Unbekannt       |                                                           | 130 Kilogramm          |      |

### Familie Gründelwale (Monodontidae)
Die Familie der Gründelwale umfasst zwei Gattungen mit zusammen zwei Arten: den Narwal, bei dem das Männchen einen langen Stoßzahn trägt, und dem komplett weiß gefärbten Weißwal (Beluga). Gründelwale werden etwa 6 m lang und kommen in nördlichen (vor allem arktischen) Meeren vor. Der Kopf ist stumpf gerundet mit aufgewölbter Stirn, die Brustflossen sind relativ klein und gerundet, eine Rückenfinne fehlt. Die Gründelwale fressen überwiegend am Grund, daher der Name.
| Gattung Monodon Linnaeus, 1758 – 1 Art        |                                      |                                               |            |             |                     |      |
| Trivialname                                   | Wissenschaftlicher Name              | Gefährdungsstufe Rote Liste der IUCN          | Population | Verbreitung | Größe               | Bild |
| Narwal                                        | Monodon monoceros Linnaeus, 1758     | (Data Deficient – ungenügende Datengrundlage) | 25.000     |             | 900-1,500 Kilogramm |      |
| Gattung Delphinapterus Lacépède, 1804 – 1 Art |                                      |                                               |            |             |                     |      |
| Trivialname                                   | Wissenschaftlicher Name              | Gefährdungsstufe Rote Liste der IUCN          | Population | Verbreitung | Größe               | Bild |
| Weißwal (Beluga)                              | Delphinapterus leucas (Pallas, 1776) | (Near Threatened – potenziell gefährdet)      | 100.000    |             | 1,5 Tonnen          |      |

### Familie Schweinswale (Phocoenidae)
Die Schweinswale (Phocoenidae) sind eine Familie kleiner Zahnwale mit sieben Arten in drei Gattungen. Sie sind mit den Delfinen verwandt, unterscheiden sich aber in einer Reihe anatomischer Merkmale. Besonders charakteristisch ist die Form des Kopfes und der Zähne. Am bekanntesten in Europa ist der Gewöhnliche Schweinswal (Phocoena phocoena) mit Vorkommen in Nord- und Ostsee.
| Gattung Neophocaena Palmer, 1899 – 2 Arten |                                                                |                                                  |            |             |                   |      |
| Trivialname                                | Wissenschaftlicher Name                                        | Gefährdungsstufe Rote Liste der IUCN             | Population | Verbreitung | Größe             | Bild |
| Östlicher Glattschweinswal                 | Neophocaena asiaeorientalis (Pilleri & Gihr, 1972)             | (Vulnerable – gefährdet)                         |            |             |                   |      |
| Glattschweinswal                           | Neophocaena phocaenoides (G. Cuvier, 1829)                     | (Vulnerable – gefährdet)                         | Unbekannt  |             | 30–45 Kilogramm   |      |
| Gattung Phocoena G. Cuvier, 1816 – 4 Arten |                                                                |                                                  |            |             |                   |      |
| Trivialname                                | Wissenschaftlicher Name                                        | Gefährdungsstufe Rote Liste der IUCN             | Population | Verbreitung | Größe             | Bild |
| Gewöhnlicher Schweinswal                   | Phocoena phocoena (Linnaeus, 1758)                             | (Least Concern – nicht gefährdet)                | Unbekannt  |             | 75 Kilogramm      |      |
| Kalifornischer Schweinswal                 | Phocoena sinus Norris & McFarland, 1958                        | (Critically Endangered – vom Aussterben bedroht) | 500        |             | 50 Kilogramm      |      |
| Brillenschweinswal                         | Phocoena dioptrica, Australophocoena dioptrica (Lahille, 1912) | (Data Deficient – ungenügende Datengrundlage)    | Unbekannt  |             | 60–84 Kilogramm   |      |
| Burmeister-Schweinswal                     | Phocoena spinipinnis Burmeister, 1865                          | (Data Deficient – ungenügende Datengrundlage)    | Unbekannt  |             | 50–75 Kilogramm   |      |
| Gattung Phocoenoides Andrews, 1911 – 1 Art |                                                                |                                                  |            |             |                   |      |
| Trivialname                                | Wissenschaftlicher Name                                        | Gefährdungsstufe Rote Liste der IUCN             | Population | Verbreitung | Größe             | Bild |
| Weißflankenschweinswal                     | Phocoenoides dalli (True, 1885)                                | (Least Concern – nicht gefährdet)                | 1.100.000  |             | 130–200 Kilogramm |      |

### Familie Pottwale (Physeteridae)
Für Pottwale ist der große, quadratische Kopf typisch, der etwa 1/3 der Gesamtlänge ausmacht. Das Blasloch ist etwas zur linken Seite verschoben, die Haut ist faltig und das obere Gebiss enthält keine Zähne.
| Gattung Physeter Linnaeus, 1758 – 1 Art |                                                               |                                      |                   |             |               |      |
| Trivialname                             | Wissenschaftlicher Name                                       | Gefährdungsstufe Rote Liste der IUCN | Population        | Verbreitung | Größe         | Bild |
| Pottwal                                 | Physeter macrocephalus Linnaeus, 1758, Syn.: Physeter catodon | (Vulnerable – gefährdet)             | 200.000–2.000.000 |             | 25–50 Tonnen  |      |
| Gattung Kogia Gray, 1846 – 2 Arten      |                                                               |                                      |                   |             |               |      |
| Trivialname                             | Wissenschaftlicher Name                                       | Gefährdungsstufe Rote Liste der IUCN | Population        | Verbreitung | Größe         | Bild |
| Kleiner Pottwal                         | Kogia simus (Owen, 1866), Syn.: Kogia sima                    | (Least Concern – nicht gefährdet)    | Unbekannt         |             | 250 Kilogramm |      |
| Zwergpottwal                            | Kogia breviceps (Blainville, 1838)                            | (Least Concern – nicht gefährdet)    | Unbekannt         |             | 400 Kilogramm |      |

### Familie Schnabelwale (Ziphiidae)
Die Schnabelwale (Ziphiidae) sind eine Familie der Zahnwale. Obwohl sie sechs Gattungen mit zusammen 22 Arten umfassen und damit nach den Delfinen die artenreichste Walfamilie sind, ist sehr wenig über sie bekannt. Das hängt damit zusammen, dass sie ausgesprochen selten in Küstennähe anzutreffen sind. Viele der Arten wurden erst in jüngerer Vergangenheit beschrieben. Durch ihre besondere Kiefer- und Kopfgeometrie können sie Beutefische mit Unterdruck in ihr Maul einsaugen (suction feeding), anstatt sie auf herkömmliche Weise mit ihren Zähnen zu fangen.
| Gattung Ziphius G. Cuvier, 1823 – 1 Art                    |                                                                    |                                               |            |             |                |      |  |
| Trivialname                                                | Wissenschaftlicher Name                                            | Gefährdungsstufe Rote Liste der IUCN          | Population | Verbreitung | Größe          | Bild |  |
| Cuvier-Schnabelwal                                         | Ziphius cavirostris G. Cuvier, 1823                                | (Least Concern – nicht gefährdet)             | Unbekannt  |             | 2–3 Tonnen     |      |  |
| Gattung Schwarzwale (Berardius Duvernoy, 1851) – 2 Arten   |                                                                    |                                               |            |             |                |      |  |
| Trivialname                                                | Wissenschaftlicher Name                                            | Gefährdungsstufe Rote Liste der IUCN          | Population | Verbreitung | Größe          | Bild |  |
| Südlicher Schwarzwal                                       | Berardius arnuxii Duvernoy, 1851                                   | (Data Deficient – ungenügende Datengrundlage) | Unbekannt  |             | 8 Tonnen       |      |  |
| Baird-Wal                                                  | Berardius bairdii Stejneger, 1883                                  | (Data Deficient – ungenügende Datengrundlage) | Unbekannt  |             | 12 Tonnen      |      |  |
| Gattung Tasmacetus Oliver, 1937 – 1 Art                    |                                                                    |                                               |            |             |                |      |  |
| Trivialname                                                | Wissenschaftlicher Name                                            | Gefährdungsstufe Rote Liste der IUCN          | Population | Verbreitung | Größe          | Bild |  |
| Shepherd-Wal                                               | Tasmacetus shepherdi Oliver, 1937                                  | (Data Deficient – ungenügende Datengrundlage) | Unbekannt  |             | 2–2,5 Tonnen   |      |  |
| Gattung Indopacetus Moore, 1968 – 1 Art                    |                                                                    |                                               |            |             |                |      |  |
| Trivialname                                                | Wissenschaftlicher Name                                            | Gefährdungsstufe Rote Liste der IUCN          | Population | Verbreitung | Größe          | Bild |  |
| Longman-Schnabelwal                                        | Indopacetus pacificus (Longman, 1926)                              | (Data Deficient – ungenügende Datengrundlage) | Unbekannt  |             | 3,5–4 Tonnen   |      |  |
| Gattung Entenwale (Hyperoodon Lacépède, 1804) – 2 Arten    |                                                                    |                                               |            |             |                |      |  |
| Trivialname                                                | Wissenschaftlicher Name                                            | Gefährdungsstufe Rote Liste der IUCN          | Population | Verbreitung | Größe          | Bild |  |
| Nördlicher Entenwal                                        | Hyperoodon ampullatus (Forster, 1770)                              | (Data Deficient – ungenügende Datengrundlage) | 10.000     |             | 7 Tonnen       |      |  |
| Südlicher Entenwal                                         | Hyperoodon planifrons Flower, 1882                                 | (Least Concern – nicht gefährdet)             | 500.000    |             | 6 Tonnen       |      |  |
| Gattung Zweizahnwale (Mesoplodon Gervais, 1850) – 15 Arten |                                                                    |                                               |            |             |                |      |  |
| Trivialname                                                | Wissenschaftlicher Name                                            | Gefährdungsstufe Rote Liste der IUCN          | Population | Verbreitung | Größe          | Bild |  |
| Andrew-Schnabelwal                                         | Mesoplodon bowdoini Andrews, 1908                                  | (Data Deficient – ungenügende Datengrundlage) | Unbekannt  |             | 1 Tonne        |      |  |
| Bahamonde-Schnabelwal                                      | Mesoplodon traversii (Gray, 1874), Syn.: Mesoplodon bahamondi      | (Data Deficient – ungenügende Datengrundlage) | Unbekannt  |             | 1,2 Tonnen     |      |  |
| Blainville-Schnabelwal                                     | Mesoplodon densirostris (Blainville, 1817)                         | (Data Deficient – ungenügende Datengrundlage) | Unbekannt  |             |                |      |  |
| Gervais-Zweizahnwal                                        | Mesoplodon europaeus (Gervais, 1855)                               | (Data Deficient – ungenügende Datengrundlage) | Unbekannt  |             | 1,2 Tonnen     |      |  |
| Japanischer Schnabelwal                                    | Mesoplodon ginkgodens Nishiwaki & Kamiya, 1958                     | (Data Deficient – ungenügende Datengrundlage) | Unbekannt  |             | 1,5 Tonnen     |      |  |
| Deraniyagala-Zweizahnwal                                   | Mesoplodon hotaula Deraniyagala, 1963                              |                                               | Unbekannt  |             |                |      |  |
| Camperdown-Wal                                             | Mesoplodon grayi von Haast, 1876                                   | (Data Deficient – ungenügende Datengrundlage) | Unbekannt  |             | 1,5 Tonnen     |      |  |
| Hector-Schnabelwal                                         | Mesoplodon hectori (Gray, 1871)                                    | (Data Deficient – ungenügende Datengrundlage) | Unbekannt  |             | 1 Tonne        |      |  |
| Hubbs-Schnabelwal                                          | Mesoplodon carlhubbsi Moore, 1963                                  | (Data Deficient – ungenügende Datengrundlage) | Unbekannt  |             | 1,4 Tonnen     |      |  |
| Perrin-Schnabelwal                                         | Mesoplodon perrini Dalebout, Mead, Baker, Baker & van Helden, 2002 | (Data Deficient – ungenügende Datengrundlage) | Unbekannt  |             | 1.3–1,5 Tonnen |      |  |
| Peruanischer Schnabelwal                                   | Mesoplodon peruvianus Reyes, Mead & van Waerebeek, 1991            | (Data Deficient – ungenügende Datengrundlage) | Unbekannt  |             | 800 Kilogramm  |      |  |
| Sowerby-Zweizahnwal                                        | Mesoplodon bidens (Sowerby, 1804)                                  | (Data Deficient – ungenügende Datengrundlage) | Unbekannt  |             | 1–1,3 Tonnen   |      |  |
| Stejneger-Schnabelwal                                      | Mesoplodon stejnegeri True, 1885                                   | (Data Deficient – ungenügende Datengrundlage) | Unbekannt  |             | 1,5 Tonnen     |      |  |
| Layard-Wal                                                 | Mesoplodon layardii (Gray, 1865)                                   | (Data Deficient – ungenügende Datengrundlage) | Unbekannt  |             | 2 Tonnen       |      |  |
| True-Wal                                                   | Mesoplodon mirus True, 1913                                        | (Data Deficient – ungenügende Datengrundlage) | Unbekannt  |             | 1,4 Tonnen     |      |  |

### Familie Amazonas-Flussdelfine (Iniidae)
Die Familie der Amazonas-Flussdelfine besteht aus drei Arten, die im Bereich des Amazonas im Süßwasser vorkommen. Alle Flussdelfine ernähren sich von Fischen, die sie mit ihren vielen kleinen Zähnen in ihren lang gezogenen Kiefern fangen. Ihre breiten Brustflossen machen sie zu wendigen Schwimmern und ihr Kopf ist beweglich.
In der hier verwendeten Systematik enthält die Familie Iniidae drei Arten in einer Gattung.
| Gattung Inia d’Orbigny, 1834 – 3 Arten (neben Inia geoffrensis auch Inia araguaiaensis und Inia boliviensis) | |                                               |            | |               |      |
| Trivialname                                                                                                  | Wissenschaftlicher Name | Gefährdungsstufe Rote Liste der IUCN          | Population | Verbreitung | Größe         | Bild |
| Amazonasdelfin                                                                                               | Inia geoffrensis (Blainville, 1817) | (Data Deficient – ungenügende Datengrundlage) | Unbekannt  | Verbreitungsgebiete der Amazonas-Flussdelfine (Iniidae); hellgrün dargestellt ist das Verbreitungsgebiet des Amazonasdelfins, blau das von Inia araguaiaensis und violett das von Inia boliviensis | 150 Kilogramm |      |
| Araguaia-Delfin                                                                                              | Inia araguaiaensis Hrbek, Farias, Dutra & Da Silva in Hrbek, Da Silva, Dutra, [[Waleska Gravena\|Gravena]], [[Anthony R. Martin\|Martin]] & Farias, 2014 | (Not Evaluated – nicht beurteilt)             | Unbekannt  | Verbreitungsgebiete der Amazonas-Flussdelfine (Iniidae); hellgrün dargestellt ist das Verbreitungsgebiet des Amazonasdelfins, blau das von Inia araguaiaensis und violett das von Inia boliviensis |               |      |
| Bolivianischer Amazonasdelfin                                                                                | Inia boliviensis d’Orbigny, 1834 | (Data Deficient – ungenügende Datengrundlage) | Unbekannt  | Verbreitungsgebiete der Amazonas-Flussdelfine (Iniidae); hellgrün dargestellt ist das Verbreitungsgebiet des Amazonasdelfins, blau das von Inia araguaiaensis und violett das von Inia boliviensis |               |      |

### Familie Chinesische Flussdelfine (Lipotidae)
Diese Familie besteht nur aus dem Chinesischen Flussdelfin und ist damit monotypisch.
| Gattung Lipotes Miller, 1918 – 1 Art |                                 |                                                                                  |            |             |               |      |
| Trivialname                          | Wissenschaftlicher Name         | Gefährdungsstufe Rote Liste der IUCN                                             | Population | Verbreitung | Größe         | Bild |
| Chinesischer Flussdelfin             | Lipotes vexillifer Miller, 1918 | (Critically Endangered – vom Aussterben bedroht), evtl. (Extinct – ausgestorben) | 13         |             | 130 Kilogramm |      |

### Familie Pontoporiidae
Diese Familie besteht nur aus dem La-Plata-Delfin und ist damit monotypisch.
| Gattung Pontoporia Gray, 1846 – 1 Art |                                                    |                                      |            |             |              |      |
| Trivialname                           | Wissenschaftlicher Name                            | Gefährdungsstufe Rote Liste der IUCN | Population | Verbreitung | Größe        | Bild |
| La-Plata-Delfin                       | Pontoporia blainvillei (Gervais & d’Orbigny, 1844) | (Vulnerable – gefährdet)             | 4000–4500  |             | 50 Kilogramm |      |

### Familie Gangesdelfine (Platanistidae)
Ursprünglich wurde der Familie der Gangesdelfine nur eine Art (der Gangesdelfin) zugeordnet. Basierend auf der Skelettstruktur und unterschiedlicher Fettkomposition, wurde in den frühen 1970er-Jahren der Indusdelfin als eigene Art beschrieben.
1998 wurden die Ergebnisse dieser Studie hinterfragt und die Klassifikation auf den alten Status (eine Art) zurückgesetzt. Nach dieser Auffassung gibt es zwei Unterarten in der Gattung Platanista: Platanista gangetica gangetica (den Gangesdelfin) und Platanista gangetica minor (den Indusdelfin).
| Gattung Platanista Wagler, 1830 – 2 Arten |                                       |                                      |            |                                                                             |               |      |
| Trivialname                               | Wissenschaftlicher Name               | Gefährdungsstufe Rote Liste der IUCN | Population | Verbreitung                                                                 | Größe         | Bild |
| Gangesdelfin                              | Platanista gangetica (Roxburgh, 1801) | (Endangered – stark gefährdet)       | 20         | dunkelblau die Verbreitung des Gangesdelfins, hellblau die des Indusdelfins | 200 Kilogramm |      |
| Indusdelfin                               | Platanista minor Owen, 1853           | (Endangered – stark gefährdet)       | 1100       | dunkelblau die Verbreitung des Gangesdelfins, hellblau die des Indusdelfins | 200 Kilogramm |      |